# Route CNFE n°XIII (Espagne)
 (novembre 2019).
Si vous disposez d'ouvrages ou d'articles de référence ou si vous connaissez des sites web de qualité traitant du thème abordé ici, merci de compléter l'article en donnant les références utiles à sa vérifiabilité et en les liant à la section « Notes et références ».
La CNFE n°XIII est une ancienne route du réseau espagnol reliant Madrid et Barcelone à la frontière française par La Junquera, puis côté français au Perthus sur la RN 9.
Sa longueur atteignait environ 785 km au niveau de la plateforme douanière du Perthus.

## Histoire
À la suite de l'application du programme Circuito Nacional de Firmes Especiales (C.N.F.E.) entre 1926 et 1939, il a été attribué à cet axe le n° XIII. Une longue antenne existait aussi sous ce même numéro mais entre Barcelone et Valence, préfigurant en grande partie le tracé de la N-340 dans ce secteur.
C'est d'ailleurs au même moment qu'elle a figuré parmi les principales routes de l'exode de réfugiés lors de la guerre civile d'Espagne. Dès la fin des hostilités, une partie de son tracé est devenu impraticable à tout véhicule.
Cette route devient la N-II dès 1939, à la suite de l'application du Plan Peña. Son numéro sera conservé jusqu'en 2005 ainsi que sur les portions encore non reconverties en voies rapides, lorsque le système de classement des axes fait l'objet d'une réforme.

## Parcours
| Points  | Destinations           | Bifurcation             | km  |
| ------- | ---------------------- | ----------------------- | --- |
| France  | Perpignan / Le Perthus | N 9                     |     |
| Espagne |                        |                         | 785 |
|         | La Jonquera            |                         | 775 |
|         | Gérone                 |                         | 723 |
|         | Arenys de Mar          |                         |     |
|         | Barcelone              | XII - XIII dir. Valence |     |
|         | Lérida                 |                         |     |
|         | Saragosse              |                         | 323 |
|         | Guadalajara            |                         | 56  |
|         | Madrid                 |                         | 0   |
|         |                        | I III VII VIII IX XII   | 0   |